# Сан-Ташское сражение
Сан-Та́шское сраже́ние или Би́тва четырёх наро́дов — сражение произошедшее 27 июля 1537 года между казахо-киргизским войском с одной стороны, и могольско-узбекским союзом с другой. В этом сражении было полностью разгромлено казахско-кыргызское войско, погибли казахский хан Тугум с девятью своими сыновьями и 37 султанами.

## Ход сражения
Сражение произошло 27 июля 1537 года в местности Сан-Таш на восточном побережье Иссык-Куля между казахо-киргизским войском во главе с Тугум-ханом с одной стороны и также объединенным войском узбекского хана Убайдуллы и могольского хана Рашида с другой стороны.

Узбекские и могольские войска встретились в местности Сан-Таш, к западу от Иссык-Куля. Объединившись, они выступили против казахского войска, укрепившегося у рва Буркачха. 27 июля состоялось сражение между двумя войсками. В сражение первыми вступили могольские войска. На этом настоял Рашид-хан, который заявил:
«В этой стране вы по отношению к нам [находитесь] на [положении] гостя. И так подобает, и следует [поступить], чтобы мы раньше вас ударили в сабли и начали дело».
 Таким образом, были провозглашены права могольского хана на владение данной территорией. В ожесточенном сражении победа досталась могольско-узбекскому войску. Зайн ад-Дин Махмуд Васифи с огромным удовлетворением писал:
«Все виды их имущества и утвари из коней, и скота, и челяди, и сидящего, и стоящего, и немого, и свободно пасущегося перешли во владение победоносного войска». Так могольско-узбекский союз получил своё первое боевое испытание, который впоследствии этого сражения стал значительной политической силой в Центральной Азии.
В результате Сан-Ташского сражения моголы и узбеки добились больших успехов. Часть казахо-киргизских оказалась в зависимости от могульских правителей, но они не оставляли попыток вернуть свою независимость, и могольским правителям приходилось неоднократно посылать против них войска.
В этом сражении погибли десятки тысяч казахских воинов. После битвы победители устроили резню мирного казахского населения, в том числе стариков и детей. «Почти все взрослое население казахов было уничтожено и пленено, весь скот угнан как военная добыча», сообщает историк той эпохи. Казахи считались исчезнувшим с лица земли народом. Но это было заблуждением: территория Казахского ханства была огромной, а людские ресурсы обширными.

Современный казахский писатель и историк Мухтар Магауин писал о Сан-Ташском сражении:
«Сан-Ташское сражение - одно из самых трагических событий в военной истории Казахской Орды, но в то же время это священный, памятный день, когда в жизни народа на карту были поставлены честь и свобода, и его сыны пошли на верную смерть за святой долг, отдали себя в жертву во имя грядущих поколений. А имя Тогум-хана, погибшего со своей династией на поле брани, должно стоять на первом месте в ряду самых славных личностей, вошедших в полуторатыся-челетнюю историю казахского народа, почитаться на уровне святых. После гибели Тогум-хана на его место был избран младший брат Тахир-хана Бойдаш».
Однако, несмотря на поражение в Сан-Ташском сражении, Казахское ханство неуклонно набирало силу. Оно достигает единства при Хакназар-хане.

## Память о сражении
Казахский хан Есим устроил поминальный ас (тризну) в память погибшим казахам и киргизам, и построил каменный могильник-курган в урочище Сан-Таш.